# Береніс
Береніс (Береніка) (араб. برنيس) — невелике селище в губернаторстві Червоне Море, Єгипет. Знаходиться приблизно за 140 км на південь від Марса-Алама і за 85 км на північ від Шалатіна.

## Історія
Античний порт Береніс (відомий також як Бараніс, Медінет-ель-Харас і Береніс Троглодітіка (Baranis, Medinet-el Haras, Berenice Troglodytica) збудований, скоріше за все, в 275 році до н. е. єгипетським царем Птолемеєм II Філадельфом і названий ним на честь матері — Береніки I. Крім зручної природної бухти місцезнаходження порту в цьому місці зобов'язане розташованому поблизу острову Забаргаду, де вже з 1500 р до н. е. добувалися топази і аквамарини.

## Сучасність
На 2012 рік для відвідування Беренісу іноземцями потрібен дозвіл. Освоєння берега і спорудження сучасних готельних комплексів (а значить і відміна дозволів для відвідування) наближається впритул до Береніса з півночі. А розташований поблизу військовий аеродром Рас Банас, побудований радянськими військовими спеціалістами в 1970 р з смугами, здатними приймати сучасні літаки із туристами, викликає у інвесторів великий оптимізм: саме відкриття для цивільних рейсів у 2001 році такого ж військового аеродрому в Марса-Аламі викликало там туристський бум.
В даний час через Береніс проходить п'ять пар місцевих пасажирських автобусів щодня, що курсують між Марса-Аламом і Халаібом.

## Клімат і природа
Температура повітря вдень у зимові місяці (з жовтня по березень) коливається в межах 18-35 °C, у літні (з травня по вересень) вона становить 20-45 °C. Температура води протягом року становить 22-29 °C.
Також як і в розташованому південніше національному парку Ельба, на узбережжі у Береніса вже відчуваються деякі сліди достатнього зволоження: частина берегів покрита дикорослими зеленими рослинами, починають зустрічатися плавучі острівці. На північ від Береніса берег такий же як в Марса Аламі або Хургаді: випалені тропічним сонцем мляві скелі або пісок.